# Gaude Mater Polonia
Gaude Mater Polonia (Gioisci Madre Polonia) è un inno polacco del medioevo. I cavalieri polacchi avevano l'usanza di cantarlo dopo una battaglia vittoriosa. 
Il testo latino dell'inno venne composto da Wincenty z Kielczy, monaco domenicano di Racibórz (Alta Slesia), in occasione della canonizzazione, nel 1253, del vescovo di Cracovia, Stanisław Szczepanowski (1030-1079). La musica è una melodia gregoriana su O salutaris Hostia, la cui notazione più antica figura sull'Antifonario di Kielce (1372). Nel XIX secolo, Teofil Klonowski (1805-1876) ne realizzò un'armonizzazione a quattro voci che fu allora considerato quale inno nazionale.

## Testo
Gaude, mater Polonia,
prole fecunda nobili.
Summi Regis magnalia
laude frequenta vigili.
Cuius benigna gratia
Stanislai Pontificis
passionis insignia
signis fulgent mirificis.
Hic certans pro iustitia,
regis non cedit furiae:
stat pro plebis iniuria
Christi miles in acie.
Tyranni truculentiam
qui dum constanter arguit,
martyrii victoriam
membratim cæsus meruit.
Novum pandit miraculum
splendor in sancto caelicus,
redintegrat corpusculum
sparsum caelestis medicus.
Sic Stanislaus pontifex
transit ad caeli curiam,
ut apud Deum opifex
nobis imploret veniam.
Poscentes eius merita,
salutis dona referunt:
morte praeventi subita
ad vitae portum redeunt.
Cuius ad tactum anuli
morbi fugantur turgidi:
ad locum sancti tumuli
multi curantur languidi.
Surdis auditus redditur,
claudis gressus officium,
mutorum lingua solvitur
et fugatur daemonium.
Ergo, felix Cracovia,
sacro dotata corpore
Deum, qui fecit omnia,
benedic omni tempore.
Sit Trinitati gloria,
laus, honor, iubilatio:
de Martyris victoria
sit nobis exsultatio.
Amen
Amen